# Élections générales ontariennes de 1871
L'élection générale ontarienne de 1871 (soit la 2e élection générale dans la province de l'Ontario (Canada) depuis la confédération canadienne de 1867) se déroule le 21 mars 1871 afin d'élire les députés à l'Assemblée législative de l'Ontario. Le Parti libéral de l'Ontario, dirigé par Edward Blake, remporte une mince majorité de sièges et forme le gouvernement. Le Parti libéral-conservateur de l'Ontario, mené par John Sandfield Macdonald, forme l'opposition officielle. Cette élection marque le début d'un règne libéral de 34 ans sans interruption.

## Résultats
|              | Parti                | Chef                     | 1867 | Élus | % Diff. |
|              | Libéral              | Edward Blake             | 41   | 43   | +4,9 %  |
|              | Libéral-Conservateur | John Sandfield Macdonald | 41   | 38   | -7,3 %  |
|              | Conservateur-libéral |                          | -    | 1    |         |
| Total sièges | Total sièges         | Total sièges             | 82   | 82   |         |

## Source
- (en) Cet article est partiellement ou en totalité issu de l’article de Wikipédia en anglais intitulé « Ontario general election, 1871 » (voir la liste des auteurs).